# Tetovsky

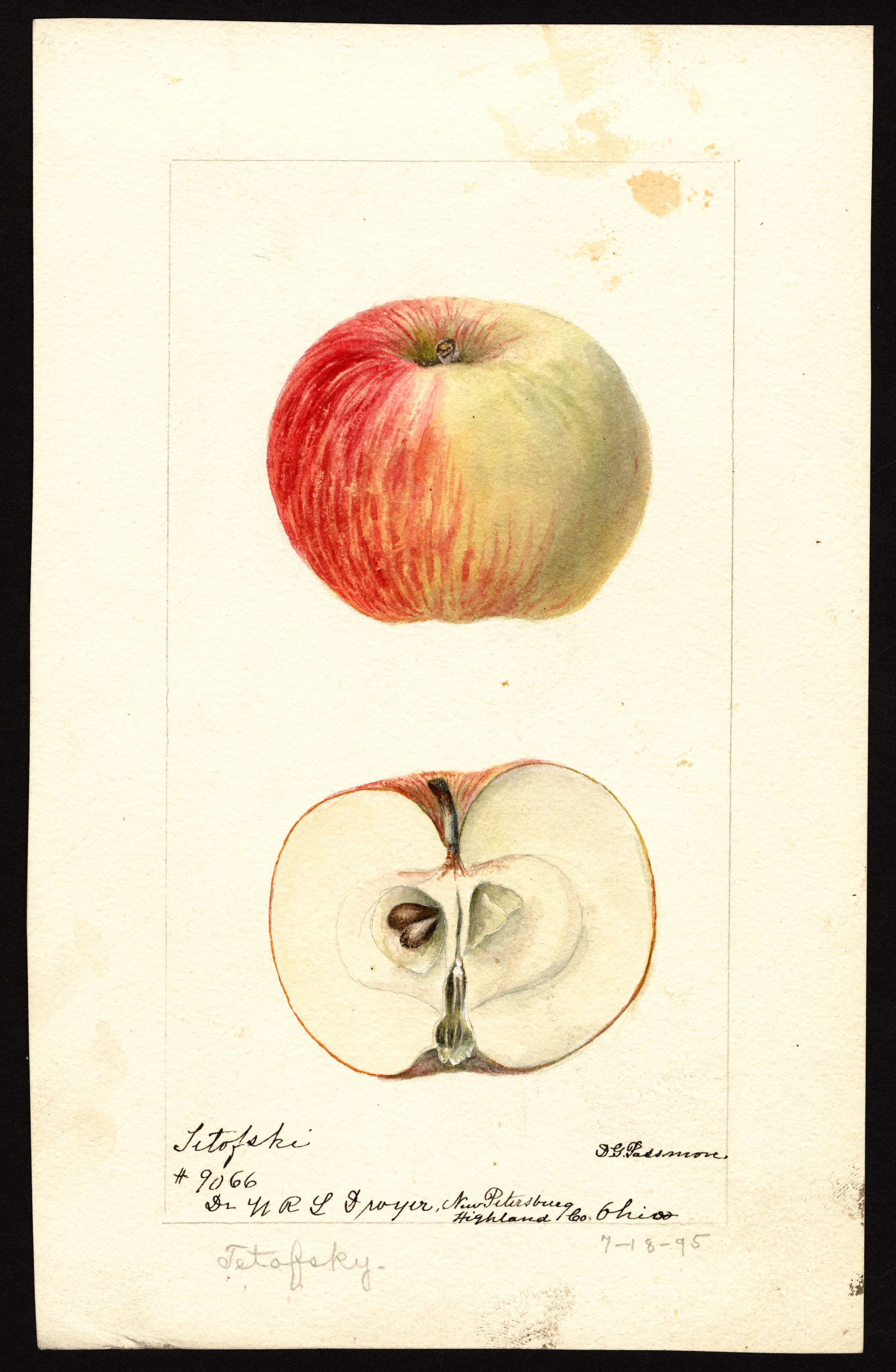
Jablko 'Tetovsky'

Tetovsky (Malus domestica 'Tetovsky') je ovocný strom, kultivar druhu jabloň domácí z čeledi růžovitých. Semenáčem odrůdy Tetovsky je odrůda Mantet.

## Historie

### Původ
Pochází z Ruska a jeho původ sahá do roku 1800.

## Vlastnosti
Plod je velmi sladký, šťavnatý, s jemnou jablečnou příchutí. Tvar kulovitý až ploše kulovitý. Slupka jasně červená, zbarvení pokrývá většinu povrchu, dužnina bílá.